# Пандей, Анания
Анания (Ананья) Пандей (англ. Ananya Panday; род. 30 октября 1998, Мумбаи) — индийская актриса

.

## Биография
Анания Пандей родилась 30 октября 1998 года в Мумбаи в семье актёра Чанки Пандея и художника по костюмам Бхаваны Пандей. У неё есть младшая сестра по имени Риса. Её дед Шарад Пандей был известным индийским кардиохирургом. Её дядя Чикки Пандей — бизнесмен, а тётя Динн Пандей — тренер по здоровому образу жизни.
До 2017 года Анания училась в международной школе Дхирубхай Амбани. Она была приглашена на Bal des débutantes журнала Vanity Fair в Париже в 2017 году (в 2005 году на сайте Forbes.com, этот бал был признан как один из 10 наиболее значимых вечеров в мире), ежегодно собирающий во французской столице около 25 девушек в возрасте от 16 до 22 лет из десятков стран.
Дебютировала в кино в 2019 и вскоре получила премию «Filmfare Award за лучшую дебютную женскую роль» за роли в фильмах «Студент года 2» и «Ananya Panday».

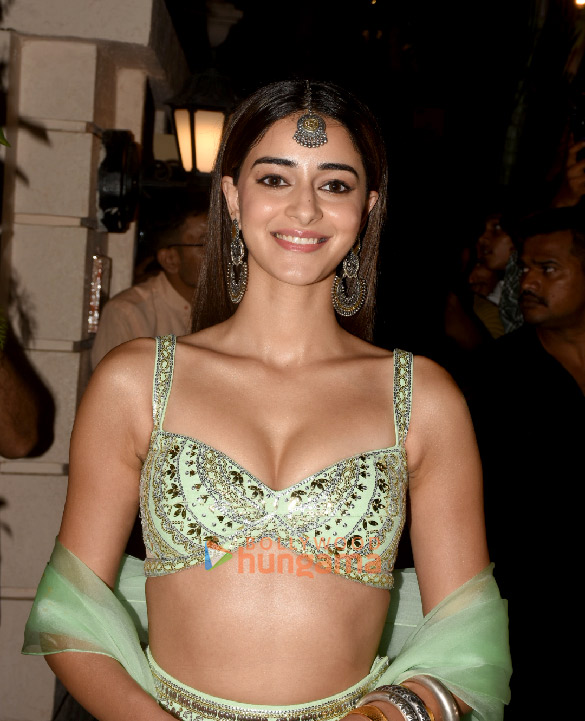
Анания Пандей (2022)

В её кинокарьере были как настоящие хиты, так и откровенно провальные фильмы; последнее неизменно приводило к нападкам со стороны журналистов, которые обвиняли Ананию в том, что она попала на большой экран только благодаря родственным связям. На это актриса ответила следующим образом: «Это не так просто, как говорят люди. Если у вас есть доступ и нет таланта, чтобы поддержать его, люди не будут вкладывать в вас свои деньги. Сказав это, я верю что кумовство существует, и существует практически во всех отраслях, а не только в Болливуде».
После дебюта в кино актриса запустила инициативу So Positive, направленную против буллинга. На церемонии вручения наград Economic Times Awards 2019 года проект был назван «Инициативой года» .
Пандей является знаменитым индоссантом нескольких брендов, включая «Lakmé Cosmetics» и «Gillette».
Впоследствии она вошла в список 50 самых желанных женщин по версии Times: она заняла 37-е место в 2019 году и 31-е место в 2020 году.